# آیین‌نامه رانندگی
آیین‌نامه رانندگی مجموعهٔ قوانین و مقررات رانندگی است که هر راننده‌ای باید آن را مطالعه و در زمان رانندگی رعایت کند. متقاضیان دریافت گواهینامه رانندگی، باید قبل از امتحان عملی در آزمونی که معمولاً امتحان کتبی برگزار می‌شود، به پرسش‌هایی که از این آئین‌نامه طرح شده‌اند پاسخ دهند.

## تاریخچه آیین‌نامه رانندگی
تاریخچه آیین‌نامه رانندگی در ایران به دوران قبل از انقلاب اسلامی برمی‌گردد. در آن زمان، آیین‌نامه رانندگی بر اساس قوانین و مقررات موجود در آن دوره تنظیم می‌شد.
بعد از آن، در سال‌های بعدی تغییراتی در آیین‌نامه رانندگی ایران صورت گرفت. این تغییرات شامل بهبود مقررات رانندگی، افزایش ایمنی و کاهش تصادفات، توسعه نظام راهنمایی و رانندگی، استفاده از فناوری‌های نوین در رانندگی و موارد دیگر بود.
آیین‌نامه رانندگی در ایران به منظور تنظیم و کنترل فعالیت‌های رانندگی و ایجاد امنیت و نظم در جاده‌ها به‌روزرسانی و تغییراتی را تجربه کرده است. این تغییرات معمولاً بر اساس نیازهای جامعه و تکنولوژی‌های جدید صورت می‌گیرد تا با روند تحولات جامعه همراهی کند و بهبود کیفیت و ایمنی رانندگی را تضمین کند.